# Marco Wilkens
Marco Wilkens (* 1961 in Hamburg) ist ein deutscher Betriebswirt, Professor für Finanz- und Bankwirtschaft an der Universität Augsburg und Mitbegründer des Zentrums für Klimaresilienz und der Wissenschaftsplattform Sustainable Finance.

## Werdegang
Marco Wilkens absolvierte eine Ausbildung zum Bankkaufmann bei der Hamburger Sparkasse und studierte nach einigen Jahren Berufstätigkeit an der Hochschule für Wirtschaft und Politik und der Universität Hamburg Betriebswirtschaftslehre. Anschließend promovierte er an der Universität Hamburg mit einer Dissertation zum Thema „Risiko-Management mit Zins-Futures in Banken“ und habilitierte sich an der Universität Göttingen mit dem Thema „Konstante und variable Volatilitäten auf Finanzmärkten“.
Im Jahr 2001 nahm er einen Ruf an die Katholische Universität Eichstätt-Ingolstadt auf den Lehrstuhl für ABWL, insb. Finanzierung und Bankbetriebslehre an, im Jahr 2010 einen Ruf an die Universität Augsburg auf den Lehrstuhl für Betriebswirtschaftslehre mit dem Schwerpunkt Finanz- und Bankwirtschaft. Von 2019 bis 2021 war er Dekan der Wirtschaftswissenschaftlichen Fakultät der Universität Augsburg. Wilkens war Gastwissenschaftler an der Université Rennes II, der University of New South Wales, der University of Sydney, der University of Tasmania, der Macquarie University, der Queen’s University und der Brazilian School of Public and Business Administration.

## Wirken
Marco Wilkens forscht und lehrt insb. zu den Themen Kapitalmärkte, Finanzprodukte (insb. Investmentfonds), Finanzrisiken und Regulatorik. Seit ca. 2014 verbindet er diese klassischen Finance-Themen mit dem Aspekt der Nachhaltigkeit. Im Bereich Climate Finance und Sustainable Finance konzentriert er sich auf die Wirksamkeit, Effizienz sowie die Kosten und den Nutzen nachhaltiger Finanzprodukte und nachhaltiger Anlagestrategien.

## Schriften (Auswahl)
- Evans, R.B., Rohleder, M., Tentesch, H. and Wilkens, M. (2023), Diseconomies of scale in quantitative and fundamental investment styles. Journal of Financial and Quantitative Analysis 58, 2417-2445. doi:10.1017/S0022109022000618
- Kalesnik, V., Wilkens, M. and Zink, J. (2022), Green data or greenwashing? Do corporate carbon emissions data enable investors to mitigate climate change? The Journal of Portfolio Management 48, 119-147. DOI: doi:10.3905/jpm.2022.1.410
- Rohleder, M., Wilkens, M. and Zink, J. (2022), The effects of mutual fund decarbonization on stock prices and carbon emissions. Journal of Banking & Finance 134. doi:10.1016/j.jbankfin.2021.106352
- Natter, M., Rohleder, M., Schulte, D., and Wilkens, M. (2016), The benefits of option use by mutual funds, Journal of Financial Intermediation 26, 142-168. doi:10.1016/j.jfi.2016.01.002
- Entrop, O., Memmel, C., Ruprecht, B. and Wilkens, M. (2015), Determinants of Bank Interest Margins: Impact of Maturity Transformation, Journal of Banking & Finance 54, 1-19. doi:10.1016/j.jbankfin.2014.12.001
- Rohleder, M., Scholz, H. and Wilkens, M. (2011), Survivorship bias and mutual fund performance: relevance, significance, and methodical differences. Review of Finance 15, 441-474. DOI: doi:10.1093/rof/rfq023